# قلعه سیدآباد
قلعه سیدآباد مربوط به دوره قاجار است و در شهرستان خاتم، بخش مروست، شهر مروست، مزرعه سیدآباد واقع شده و این اثر در تاریخ ۲۲ آبان ۱۳۸۶ با شمارهٔ ثبت ۱۹۹۸۹ به‌عنوان یکی از آثار ملی ایران به ثبت رسیده‌است.